# Audiencier
Een audiencier of, met deelteken geschreven, audiëncier, was tot de 17e eeuw in de Nederlanden een beambte bij een rechtbank. In de Geheime Raad ten tijde van landvoogdes Maria van Hongarije was zijn rol het grootst: hij ontving de ambtelijke stukken, hij archiveerde de verzoekschriften, hij stelde de antwoorden op en verving de voorzitter van de Geheime Raad bij diens afwezigheid. Maria van Hongarije liet bovendien de audiencier toe tot de geheime vergaderingen van de Raad van State waar hij brieven kwam tonen.
In andere Raden in de Nederlanden was de audiencier synoniem voor deurwaarder of bode.